# المهرست (ویرجینیای غربی)
المهرست (به انگلیسی: Elmhurst) یک منطقهٔ مسکونی در ایالات متحده آمریکا است که در شهرستان مونرو، ویرجینیای غربی واقع شده‌است.